# Михаил Константинов
Михаил Михайлов Константинов е български учен, математик, професор, бивш заместник-председател на Централната избирателна комисия, бивш председател на Съвета на директорите на Информационно обслужване АД и, към май 2021 година става негов член. През юли 2021 бива отстранен от Съвета на директорите заедно с Валери Петров Борисов.

## Биография
Роден е на 5 март 1948 г. в София. Завършва специалност „Математика“ в Пловдивски университет „Паисий Хилендарски“. През 1986 г. става доктор по математика в Института по математика и механика към Българската академия на науките.
Работил е в Института по техническа кибернетика и роботика при БАН. От 1999 до 2003 г. е заместник-ректор на Университета по архитектура, строителство и геодезия.
Член е на Централната избирателна комисия от 1991 до 2011 г., а от 2003 до 2009 г. е и неин заместник-председател. В периода 2012 – 2013 г. е член и председател на Съвета на директорите на Информационно обслужване АД. От януари 2015 до април 2021 г. е председател на съвета, а впоследствие отново е негов член.
Автор е на близо 600 научни труда, включително десетки книги.